# János Martonyi
János Martonyi (ur. 5 kwietnia 1944 w Kolozsvárze) – węgierski prawnik, nauczyciel akademicki i polityk, w latach 1998–2002 i 2010–2014 minister spraw zagranicznych w pierwszym i drugim rządzie Viktora Orbána.

## Życiorys
Uzyskał wykształcenie wyższe prawnicze na Uniwersytecie w Segedynie, następnie studiował międzynarodowe prawo handlowe w City of London College, a także prawo międzynarodowe publiczne i prywatne w Haskiej Akademii Prawa Międzynarodowego. Doktoryzował się w 1975. Był wykładowcą akademickim na Uniwersytecie im. Loránda Eötvösa. W latach 1996–1997 zatrudniony jako profesor wizytujący na Central European University w Budapeszcie. Od 1997 związany z Uniwersytetem w Segedynie, gdzie objął kierownictwo katedry.
W czasach Węgierskiej Republiki Ludowej zatrudniony w dyplomacji, m.in. jako radca w węgierskim przedstawicielstwie handlowym w Brukseli, był także naczelnikiem wydziału w ministerstwie handlu (1985–1989). W latach 1989–1990 pełnił obowiązki pełnomocnika rządu ds. prywatyzacji, następnie sekretarza stanu w Ministerstwie Handlu Zagranicznego oraz Ministerstwie Spraw Zagranicznych.
W latach 1994–1998 zatrudniony w kancelarii Baker & McKenzie. W 1998 wstąpił do Fideszu. Powrócił do działalności publicznej i objął funkcję ministra spraw zagranicznych, którą sprawował przez cztery lata w okresie rządów centroprawicowej koalicji. W maju 2010 powrócił na stanowisko ministra spraw zagranicznych w drugim rządzie Viktora Orbána, które zajmował do lipca 2014, kiedy to zastąpił go Tibor Navracsics.
Żonaty, ma syna i córkę.
W 2002 odznaczony Krzyżem Komandorskim z Gwiazdą Orderu Zasługi Rzeczypospolitej Polskiej.